# Toa-Domestic-Airlines-Flug 63
Am 3. Juli 1971 kollidierte eine NAMC YS-11A auf dem Toa-Domestic-Airlines-Flug 63 im Anflug auf Hakodate rund 15 Kilometer nordnordwestlich des Zielflughafens mit dem Berg Yokotsu-dake. Bei dem Unfall kamen alle 68 Insassen ums Leben. Es ist der schwerste Zwischenfall dieses Flugzeugtyps.

## Flugverlauf
Die NAMC YS-11 (Luftfahrzeugkennzeichen JA8764) der Toa Domestic Airlines startete gegen 17:30 Uhr Ortszeit in Sapporo zum Linienflug nach Hakodate. Während sich die Maschine dem Zielflughafen bei sehr schlechten Wetterbedingungen in einer Flughöhe von 6000 Fuß (1830 Meter) näherte, teilten die Piloten mit, dass sie sich über dem ungerichteten Funkfeuer (NDB) Hakodate befänden. Gleichzeitig leitete die Besatzung eine 360-Grad-Kurve ein und begann mit dem Sinkflug auf 2500 Fuß (760 Meter). Kurz darauf, gegen 18:05 Uhr, zerschellte die YS-11 am Berg Yokotsu-dake. Rettungskräfte erreichten die Unfallstelle erst am Folgetag. Sie fanden keine Überlebenden.

## Unfallursache
Der Anflug auf den Zielflughafen sollte über das NDB Hakodate erfolgen, der einzigen Navigationshilfe vor Ort. Die Piloten überflogen das Funkfeuer bereits zwei Minuten vor der geschätzten Ankunftszeit, bemerkten dies aber wegen einer fehlerhaften Anzeige des Radiokompasses (ADF) nicht und schätzten ihre Position dadurch falsch ein. Ebenso entging ihnen, dass die Maschine durch einen starken Südwestwind zunehmend in nördliche Richtung versetzt worden war. Die Unfallermittler hielten es für wahrscheinlich, dass die Funktionsstörung des Radiokompasses wetterbedingt verursacht wurde.
Wegen der fehlerhaften ADF-Anzeige leiteten die Piloten die 360-Grad-Kurve und den Sinkflug nicht über dem Funkfeuer, sondern etwa neun Kilometer (5 NM) weiter nördlich ein und geriet dabei über bergiges Gelände. Die Untersuchungskommission empfahl die Installation eines Drehfunkfeuers mit Entfernungsmesser (VOR/DME) sowie eines Instrumentenlandesystems am Flughafen Hakodate, um ähnliche Unfälle zu vermeiden.